# Саакян, Гор
Гор Саакян (арм. Գոռ Սահակյան; род. 1 сентября 2003, Веди, Араратская область) — армянский тяжелоатлет, двукратный чемпион Европы 2023 и 2024 годов, бронзовый призёр чемпионата мира 2023 года, серебряный призёр чемпионата Европы 2025 года.

## Карьера
В 2021 году на юниорском чемпионате Европы стал победителем в весовой категории до 67 кг с результатом 301 кг по сумме двух упражнений. 
В мае 2022 году на юниорском чемпионате мира завоевал бронзовую медаль с результатом 302 кг. В этом же году одержал победу на юниорском чемпионате Европы в категории до 67 кг с результатом по сумме двух упражнений 301 кг. 
В 2023 году, весной, на чемпионате Европы в Ереване, в категории до 67 килограммов, завоевал золотую медаль с результатом по сумме двух упражнений 320 килограммов. В упражнении рывок стал чемпионом с весом 145 кг, а в упражнении толчок одержал победу с весом 175 кг.
В Саудовской Аравии, где состоялся Чемпионат мира по тяжёлой атлетике 2023 года, армянский спортсмен в категории до 67 кг завоевал бронзу чемпионата мира с результатом 312 кг по сумме двух упражнений. Малая бронзовая медаль в рывке также досталась ему. 
В феврале 2024 года на чемпионате Европы в Софии Гор завоевал золотую медаль по сумме двух упражнений с результатом 311 кг. В упражнении толчок он стал первым (171 кг), а в упражнении рывок был третьим (140 кг).
На чемпионате Европы в Кишинёве, в апреле 2025 года, завоевал серебряную медаль в весовой категории до 73 кг с итоговым результатом 338 кг. В отдельных упражнениях «рывок» стал бронзовым призёром. 

## Достижения
Чемпионат мира
| Результат | Вес       | Год  | Место соревнований         | Рывок | Толчок | Общий вес |
| Бронза    | до 67 кг. | 2023 | Эр-Рияд, Саудовская Аравия | 142,0 | 170,0  | 312,0     |

Чемпионат Европы
| Результат | Вес       | Год  | Место соревнований | Рывок | Толчок | Общий вес |
| Золото    | до 67 кг. | 2023 | Ереван, Армения    | 145,0 | 175,0  | 320,0     |
| Золото    | до 67 кг. | 2024 | София, Болгария    | 140,0 | 171,0  | 311,0     |
| Серебро   | до 73 кг. | 2025 | Кишинёв, Молдова   | 153,0 | 185,0  | 338,0     |